# Crypturoperla paradoxa
Crypturoperla paradoxa är en bäcksländeart som beskrevs av Joachim Illies 1969. Crypturoperla paradoxa ingår i släktet Crypturoperla och familjen Austroperlidae. Inga underarter finns listade i Catalogue of Life.